# Torrentismo

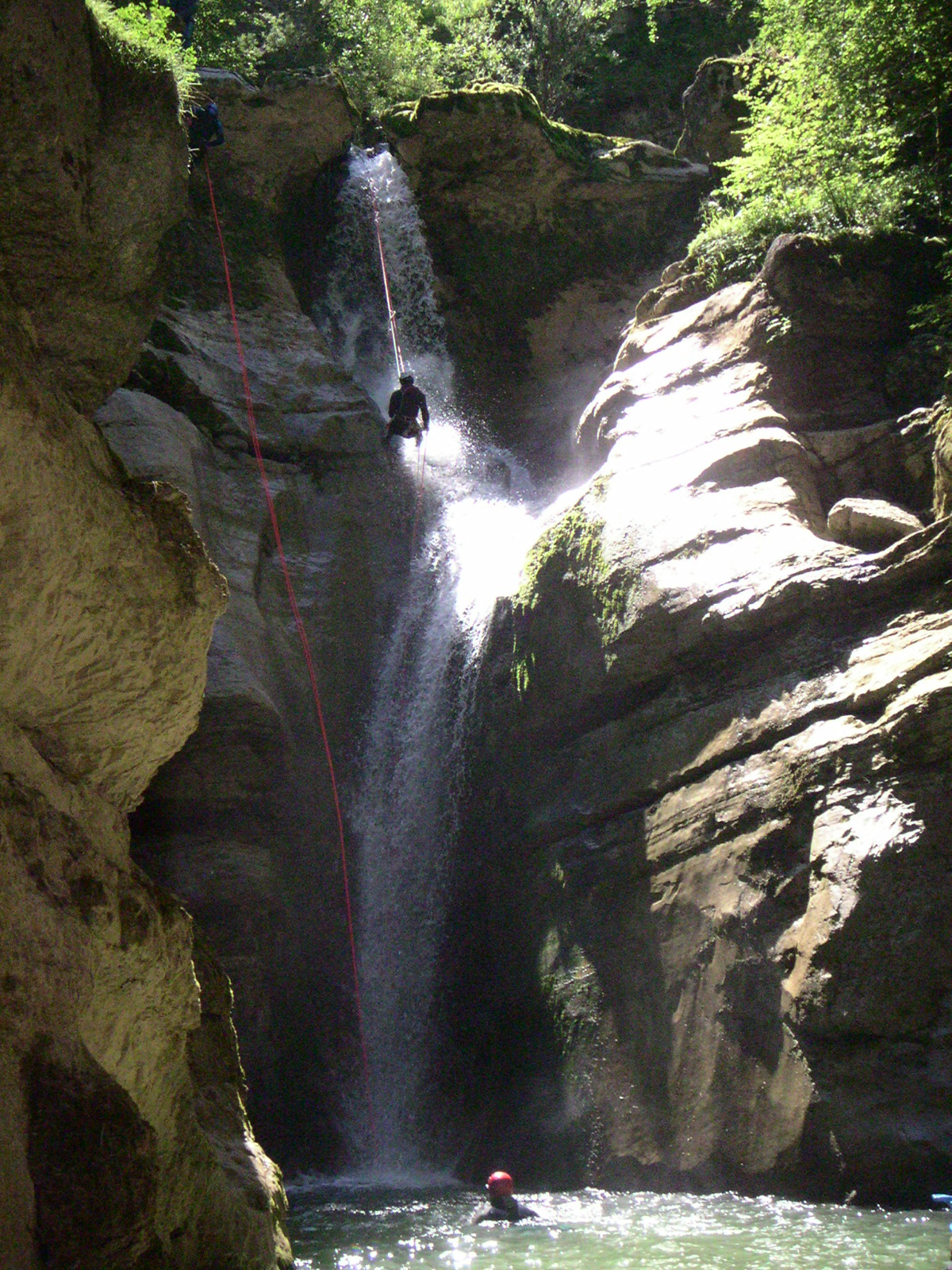
Una discesa dalla cascata di Coiserette - Jura

Il torrentismo (in inglese canyoning) è uno sport acquatico che consiste nella discesa di strette gole (o canyon o forre) percorse da piccoli corsi d'acqua, tipicamente torrenti con buona portata d'acqua.
A differenza di altri sport acquatici con cui spesso viene confuso (rafting, kayak, hydrospeed, o canoismo a causa del nome inglese "canoeing") si percorre il torrente a piedi con l'ausilio di corde, senza gommone o canoa.
L'ambiente in cui si svolge, comunemente detto forra, è per sua stessa natura inospitale: un percorso tipico di torrentismo si svolge all'interno di gole profondamente scavate nella roccia, caratterizzate in genere da forte pendenza; gli ostacoli sono quindi costituiti da cascate, salti di roccia, scivoli, corridoi allagati, laghetti; è quindi impossibile la progressione a ritroso; l'uscita dal canyon avviene solo al suo termine o in corrispondenza di scappatoie, se presenti.
Questa attività, che solitamente si svolge in gruppo (dai 4 agli 8 torrentisti) non va necessariamente considerata come uno sport estremo: esistono infatti percorsi di varia difficoltà, dai più semplici canyon d'iniziazione ai percorsi estremi invernali; con la giusta preparazione tecnica, una discreta preparazione atletica e un po' d'esperienza, si può godere in tutta sicurezza della bellezza di luoghi incontaminati e del piacere di uno sport praticato all'aria aperta.

## Descrizione

### Tecnica e attrezzatura

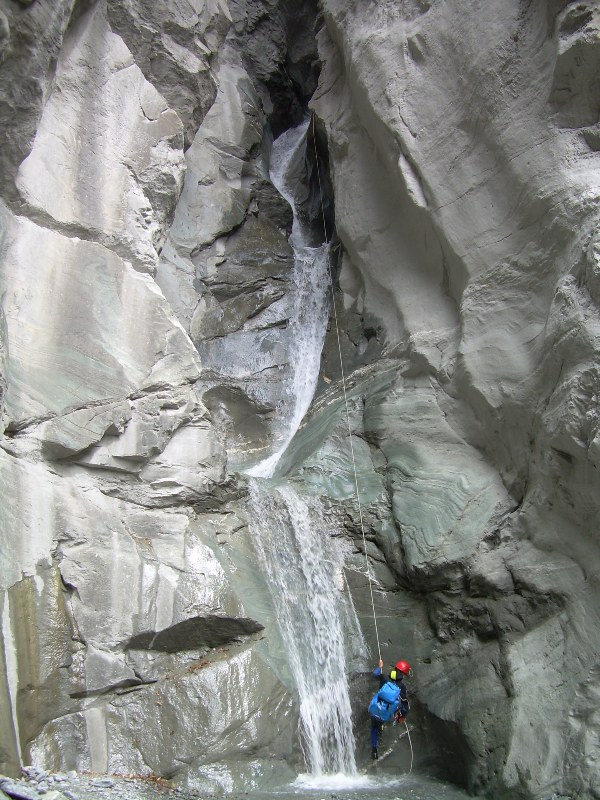
La severa forra del Rio Claretto (Novalesa - TO)

Non sempre l'acqua è presente in forra. La presenza o meno di questo elemento determina le attrezzature e le tecniche utilizzate. Come detto, la progressione avviene in discesa, grazie a calate su corda e arrampicate verso il basso (dette "disarrampicate"); in presenza di acqua anche con tuffi e scivolate sui cosiddetti toboga (scivoli naturali).
Inizialmente le tecniche adottate furono di tipo speleologico o alpinistico, in seguito sono state adottate tecniche specifiche, sempre di derivazione speleo-alpinistica ma modificate in virtù dei rischi legati alla presenza dell'acqua.
L'attrezzatura è un misto di quella tipica di altre discipline:
- caschetto da speleologia o alpinismo;
- muta completa in neoprene (in caso di presenza di acqua);
- calzari in neoprene;
- imbrago cosciale, moschettoni;
- discensore
- specifiche corde semi-statiche con trattamento che le rende idrorepellenti e ne rallenta l'affondamento in acqua;
- calzature specifiche o scarponcini da escursionismo alti alla caviglia;
- zaino da torrentismo;
- contenitori stagni;
- giubbotto salvagente (opzionale);
- guanti (opzionali)

### I pericoli

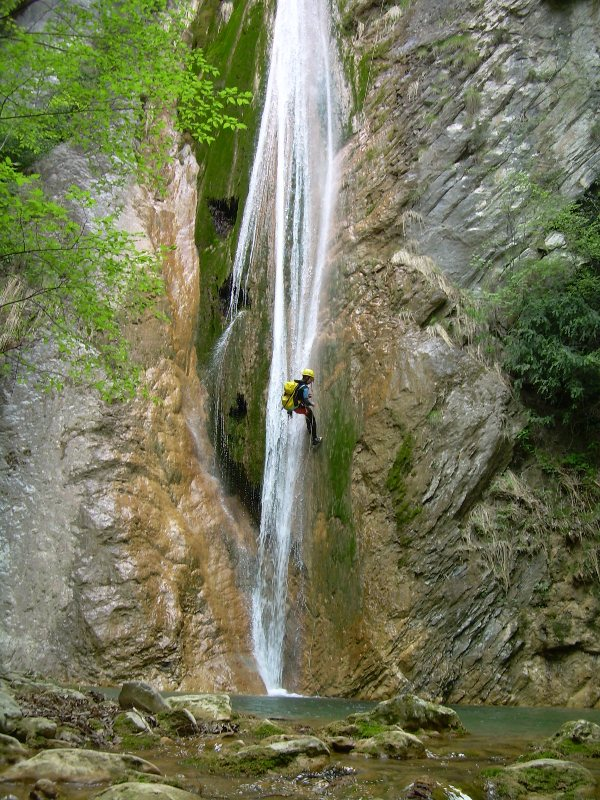
Discesa di una cascata nel Vallon di Grana (Valle Roya - Francia)

I principali pericoli del canyoning sono legati all'ambiente inospitale in cui si svolge tale attività.
I fattori di rischio più evidenti sono l'acqua, il freddo e la discesa delle verticali.
La principale causa di incidente mortale in canyon è rappresentata dalle piene improvvise (flash flood). Un'onda di piena all'interno di una forra larga pochi metri può ovviamente risultare fatale al torrentista. Un'altra causa di incidente legata all'acqua riguarda le calate su corda che avvengono sotto cascata, poiché il blocco accidentale della discesa sotto il forte getto dell'acqua rappresenta una situazione di potenziale pericolo di annegamento.
I pericoli legati al freddo, o più specificamente all'ipotermia, sono pericoli indiretti, nel senso che si presentano in caso di prolungate soste in forra (in seguito ad imprevisti) o in caso di inadeguata attrezzatura individuale.
I pericoli legati alla verticalità sono minimi se affrontati con le tecniche ed i materiali appropriati.

## Storia

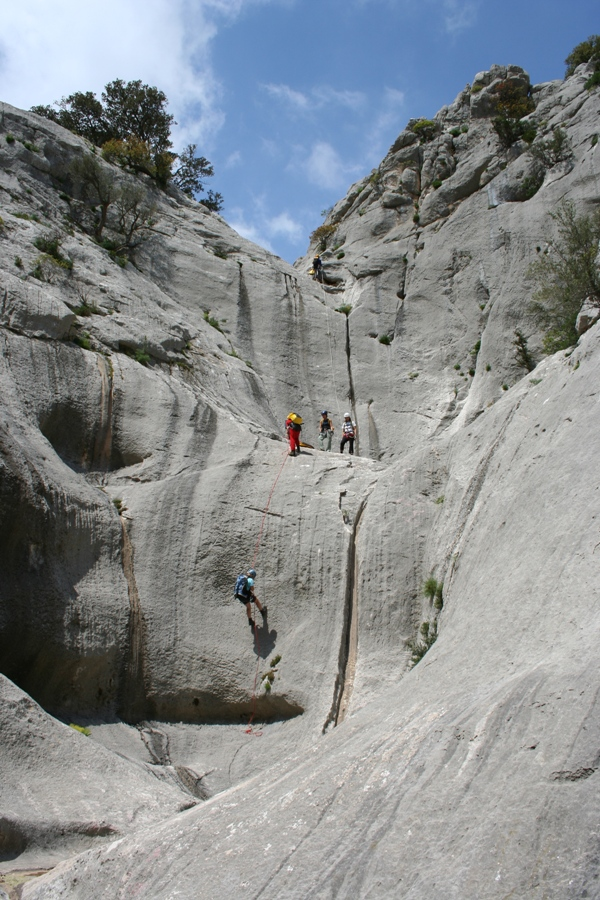
La gola asciutta di Badde Pentumas (Oliena - NU)

### Nascita e diffusione del torrentismo
Il primo uomo che approcciò questi ambienti con mentalità “torrentistica” fu il grande speleologo francese Édouard-Alfred Martel che, negli anni a cavallo fra XIX e XX secolo, compì alcune imprese straordinarie quali la traversata della grotta di Bramabiau nella Tarn o la discesa del canyon del Verdon, allora non regolato dalla presenza delle dighe che attualmente ne limitano la portata. Un altro grande esploratore coevo di Martel fu Lucien Briet, che concentrò la sua attività soprattutto sui due versanti dei Pirenei. Talvolta queste esplorazioni si effettuavano mediante l'organizzazione di spedizioni pesanti, dovendo trasportare scale, barche, vettovaglie.
Una seconda generazione di speleologi francesi cominciò ad avventurarsi nelle strette forre pirenaiche e spagnole negli anni ‘30 del secolo scorso, con uno spirito più moderno. Al 1958 risale la prima discesa del Clue de Riolan, nella valle dell'Esteron. Fu comunque negli anni ‘60 e nei primi anni '70 che, sempre ad opera di speleologi francesi, cominciò una sistematica esplorazione dei canyon dei Pirenei e della Provenza, le due vere culle del nostro sport. Nei primi anni '80 furono scesi con tecniche moderne alcuni percorsi che ancora oggi sono molto frequentati: nel 1981 il Clue d'Amen nella valle del Varo, nel 1984 il Vallon della Bendola (curiosamente, da parte di 4 italiani: Elvio, R. Jarre, Giordano e Ghibaudo) nella parte francese della valle Roia.

### Italia
In Italia le poche forre esplorate negli stessi anni erano in realtà frequentate dagli speleologi, non tanto in ottica sportiva ma come possibili accessi a grotte, e da rocciatori, a scopo di ricerca per compagnie idroelettriche. Per esempio si ha notizia di una discesa “inconsapevolmente torrentistica” della Forra del Vinadia da parte dell'alpinista Ignazio Piussi, nel 1958. Nella seconda metà degli anni '80 le esplorazioni dei percorsi torrentistici diventano sistematiche e finalizzate alla percorrenza sportiva delle forre. Gli esploratori sono in genere appartenenti ai diversi gruppi speleologici sparsi sul territorio nazionale, ognuno concentrato sulle forre del proprio territorio. Frutto di questo periodo di esplorazioni fu la prima topoguida italiana, “Profonde Gole”, che raccolse la documentazione relativa a questa importantissima fase esplorativa, svolta in maniera “distribuita” ad opera dei pionieri del moderno torrentismo italiano.

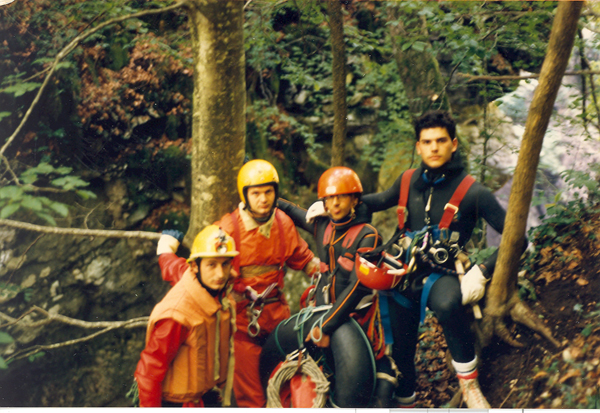
Il gruppo del Grigno all'attacco della prima cascata, luglio 1985

Negli anni novanta il torrentismo comincia a diffondersi a macchia d'olio negli ambienti speleologici del Club Alpino Italiano, della Società Speleologica Italiana e della Lega Montagna UISP, mentre nel 1998 nasce l'Associazione Italiana Canyoning (AIC) che raccoglie praticanti provenienti anche da altri contesti sportivi (alpinisti, canoisti, ecc).
I praticanti crescono soprattutto grazie alla facilità di accesso alle informazioni, favorita dalla diffusione di Internet e dall'attività di accompagnamento turistico effettuata dalle guide commerciali (Guide alpine, centri canoa e rafting, associazioni sportive). In questo periodo i media, attratti dall'attività spettacolare e fotogenica, scoprono il torrentismo e lo etichettano come sport estremo, prediligendo la dizione "canyoning" che entra nel solco dei vari "ing" rafting, bungee jumping, base jumping, ecc.

#### La discesa del Grigno

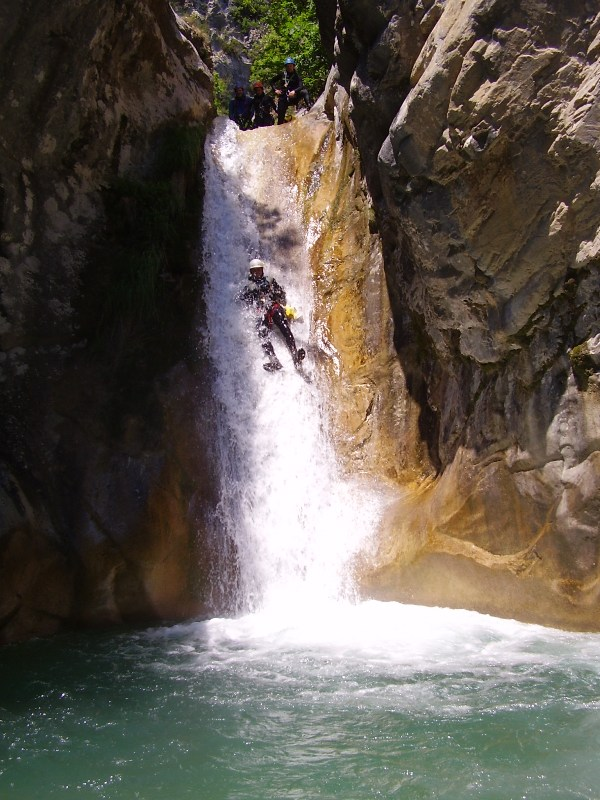
Clue de la Maglia (Roya - Francia)

Nel 1983, il "Gruppo Speleologico Gaetano Chierici" di Reggio Emilia (GSPGC), fece un ennesimo tentativo di esplorare e mappare il torrente Grigno nella frazione di Pieve Tesino, nella Provincia autonoma di Trento. A seguito della lunghezza e difficoltà di discendere fino a valle con la relativa chiodatura a spit, il gruppo decise di rinunciare temporaneamente all'impresa. Un allievo speleologo Eugenio Bagni, con esperienza di arrampicata, alpinismo ed immersioni subacquee, pensò di discendere utilizzando una mescola delle quattro specialità sportive.
Nella primavera del 1985, il Bagni decise di trovare altri cani sciolti del gruppo speleo per poter realizzare la discesa del Grigno. Proponendo di voler discendere quella che in gergo veniva chiamata la forra "Apocalypse Now" a nuoto, e con la relativa ritirata definitiva delle corde usate per scendere le cascate, trovò altri tre volontari. Nel luglio del 1985 Eugenio Bagni, Mario Salvi, Marco Picciati e Gino Gavazzoli, tutti di Reggio Emilia, iniziarono e condussero a termine la prima chiodatura e discesa di un torrente in Italia con la tecnica moderna chiamata oggi "torrentismo".
Attrezzatura utilizzata in origine: pedule da arrampicata, muta in neoprene, imbrago integrale da alpinismo, caschetto da roccia, chiodi a spit e da fessura, discensore ad "otto", corde statiche del gruppo GSPGC date in uso segretamente dal magazziniere "Ciurru", corde e cordini dinamici da alpinismo, guanti da lavoro, fotocamera Nikonos IV con pellicola Kodachrome 1000 Asa, camera d'aria d'automobile e barattolone stagno per i viveri.

## Il torrentismo oggi

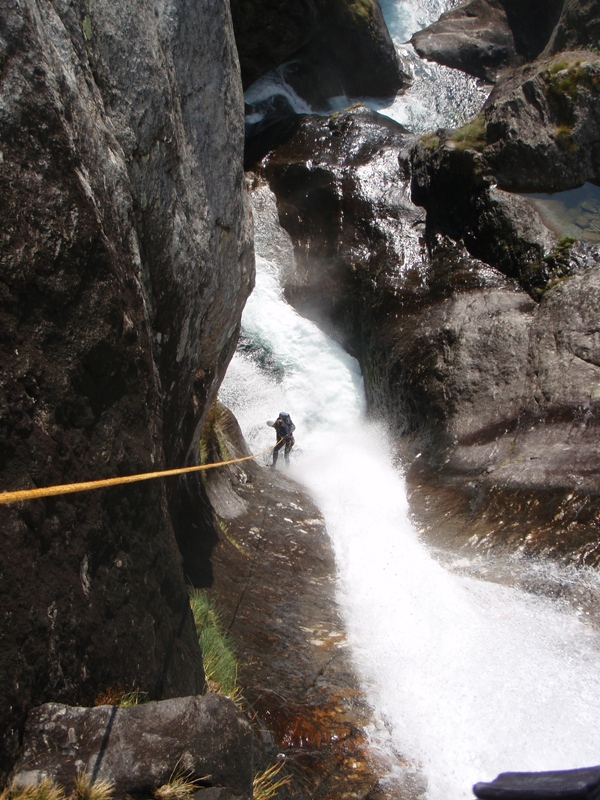
Rio Mondelli (Macugnaga - VCO)

Il torrentismo è ormai diffuso in tutto il mondo. In Europa in particolare nei paesi alpini e in Spagna e Grecia. Nel mondo in USA, Messico, Brasile, Australia, Nepal.
In Italia sono presenti percorsi di canyoning praticamente in tutte le regioni (vedi Bibliografia), anche se la maggior parte dei torrentisti si concentra nelle regioni settentrionali e centrali.
Attualmente i praticanti abituali di torrentismo in Italia si possono stimare nell'ordine delle migliaia di unità (da 1000 a 3000 a seconda delle stime). Oltre ai gruppi autonomi, i praticanti di provenienza speleologica si aggregano soprattutto attorno ai gruppi speleologici del Club Alpino Italiano e della Società Speleologica Italiana, mentre l'Associazione Italiana Canyoning (AIC) raccoglie soprattutto appassionati che hanno il torrentismo come attività primaria.

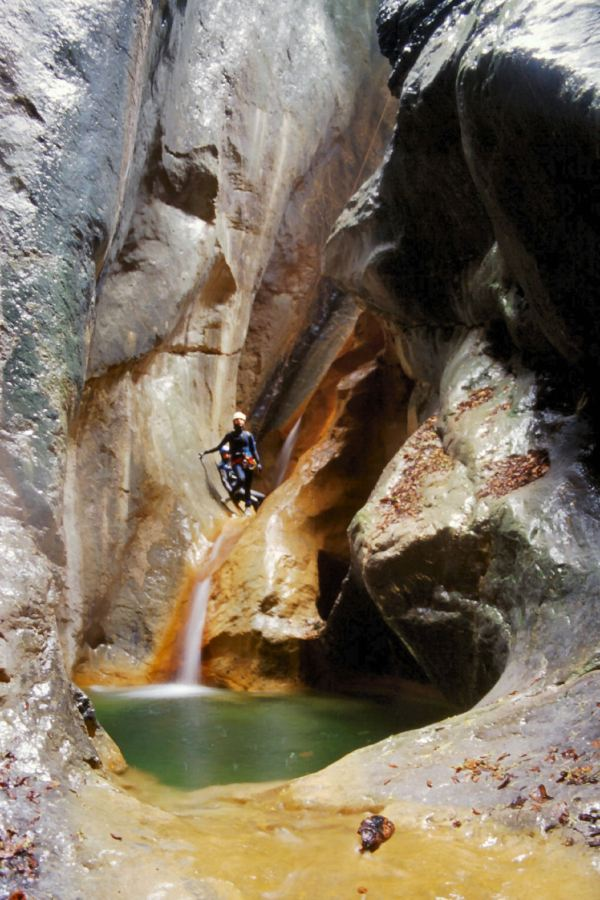
Vallon de Bagnolar (Vesubie - Francia)

Ogni anno, a partire dal 2003, l'AIC organizza il Raduno Internazionale Canyoning, occasione di incontro e confronto con le associazioni e le realtà nazionali e internazionali:
- 1º raduno internazionale 2003 Colico (LC)
- 2º raduno internazionale 2004 Carnia - Cavazzo Carnico (UD)
- 3º raduno internazionale 2005 Val d'Ossola - Vanzone con San Carlo (VB)
- 4º raduno internazionale 2006 Lago d'Idro - Idro (BS)
- 5º raduno internazionale 2007 Biasca (Svizzera)
- 6º raduno internazionale 2008 Valtellina - Morbegno (SO)
- 7º raduno internazionale 2009 Carnia - Chiusaforte (UD)
- 8º raduno internazionale 2010 Val d'Ossola - Bognanco (VB)
- 9º raduno internazionale 2011 Tavagnasco (TO) - Donnas (AO)
- 10º raduno internazionale 2012 Valtellina - Delebio (SO)
- 11º raduno internazionale 2013 Val d'Ossola - Domodossola (VB)
- 12º raduno internazionale 2014 Val di Ledro - Storo (TN)
- 13º raduno internazionale 2015 Valli Orco e Soana - Cuorgnè (TO)
- 14º raduno internazionale 2016 Friuli - Moggio Udinese (UD)
- 15º raduno internazionale 2017 Valtellina - Delebio (SO)
- 16º raduno internazionale 2018 Val d'Ossola - Domodossola (VB)
- 17º raduno internazionale 2019 Val d'Aosta - Châtillon (AO)
- 18º raduno internazionale 2022 Friuli - Moggio Udinese (UD)
- 19º raduno internazionale 2023 Valchiavenna - Samolaco (SO)

Dal 2004 è in atto in Italia il progetto denominato "Pro Canyon", cioè l'attrezzamento allo stato dell'arte di alcuni canyon italiani a cura dell'Associazione Italiana Canyoning, secondo norme standard di attrezzamento.
Una forra "Pro Canyon" viene attrezzata con materiale inox inamovibile, utilizzando chiodi resinati o fix cosiddetti "inviolabili".
Il posizionamento degli ancoraggi è effettuato considerando il potenziale flusso idrico in regime di piena, privilegiando la facilità di recupero delle corde e, possibilmente, la protezione dagli sfregamenti della corda di calata sulla roccia.